# Xúc xích trắng
Xúc xích trắng (tiếng Đức: Weißwurst) là một món ăn nổi tiếng của thành phố München, miền nam nước Đức, bên cạnh lễ hội bia truyền thống Oktoberfest tại đây.
Món xúc xích trắng được làm từ thịt bê và thịt heo nhưng lượng thịt bê phải đảm bảo ít nhất là 49%. Ngoài ra thành phần làm xúc xích trắng còn có rau mùi tây, hành tây, chanh và bạch đậu khấu. Xúc xích trắng thường được luộc và dùng luôn. Vì không được chiên hoặc nướng sau khi luộc nên có thể nói đây là loại xúc xích không có vỏ bọc. Loại xúc xích này thường có vị dịu hơn các loại xúc xích Đức khác. Theo truyền thống, xúc xích trắng thường được ăn kèm với bánh quy xoắn (tiếng Đức: Brezn), mù tạt ngọt (tiếng Đức: Süßer Senf) và uống với Weißbier. Điểm đặc trưng nhất của xúc xích trắng là thường được làm vào mỗi buổi sáng và không dùng chất bảo quản khi chế biến. Vì thế, xúc xích trắng thường được dùng ngay sau khi làm và chính điều này đã tạo ra một nét văn hóa ẩm thực khi người ở vùng Bavaria không bao giờ dùng xúc xích trắng quá giờ trưa.
Xúc xích trắng được nấu bằng cách hâm nóng trong nước có bỏ ít muối khoảng 70 °C. Nếu dùng nước sôi, nó sẽ bị vỡ ra, mất hương vị và khó mà lột vỏ làm bằng ruột heo bọc bên ngoài.